# Game Over (книга)
Game Over — нехудожественная книга, написанная американским журналистом и писателем Дэвидом Шеффом в которой рассказывается история становления японской компании Nintendo и завоевания ею американского рынка. Также в книге в подробностях рассказывается история создания игровых консолей Famicom, Game Boy, Super Famicom и нескольких знаменитых игр, среди которых Donkey Kong, Super Mario Bros. и Tetris. Впервые была выпущена в нью-йоркском издательстве Random House в 1993 и выдержала несколько переизданий и переводов на несколько языков.

## История
В книге детально и в мельчайших подробностях рассказывается история компании Nintendo и её превращение в одну из самых влиятельных и могущественных компаний в сфере электронных развлечений на момент выхода первого издания книги в 1993 году. Попутно, автор излагает историю развития и становления мировой игровой индустрии начиная с шестидесятых годов и вплоть до начала девяностых. 
Прежде всего, книга примечательна тем, что её повествование основывается на многочисленных, откровенных и развернутых интервью важных персонажей в мировой игровой индустрии, среди которых числятся Говард Линкольн, Нолан Бушнелл, Сигэру Миямото, Алексей Пажитнов и многих других, некоторые из которых давали свои интервью на условиях анонимности. При работе над книгой Дэвид Шефф несколько раз посещал не только штаб-квартиру Nintendo в Киото, компании известной своей закрытостью, но и становился гостем в доме, на тот момент, президента Nintendo — Хироси Ямаути, человека, известного своей закрытостью и критическим отношением к прессе и журналистам. 
Книга написана в нейтральном ключе, рассказывая историю японской компании не только с позитивной, но и с негативной стороны. 
До выхода оригинального издания в 1993 году, некоторые части книги были опубликованы в американских журналах San Francisco Focus, Men’s Life, Rolling Stone и Playboy. По словам самого автора, работа над полноценной книгой началась после журналисткой статьи о Nintendo, которую Шефф написал по заданию журнала Men’s Life. Работа над первым изданием книги длилась полтора года.

## Версии изданий
Со времени первого издания, книга "Game Over" неоднократно переиздавалась и была переведена на несколько языков, причем зачастую новое издание обзаводилось новым подзаголовком.
 Game Over: How Nintendo Conquered the World (рус. Game Over: Как Nintendo завоевала мир)
Это издание, выпущенное издательством Vintage Press в 1994 году содержит новое вступительное слово от автора, в котором он затрагивает ситуацию, сложившуюся в видеоигровой индустрии в начале 1990-х годов.
 Game Over: Press Start to Continue - The Maturing of Mario  (рус. Game Over: Для продолжения нажмите Start - Взросление Марио)
В 1999 году, в издательстве CyberACTIVE Media было выпущено дополненное и расширенное издание. 
В данном издании не только исправили ошибки и неточности предыдущих, но и добавили фотографии и две новых главы, написанные американским игровым журналистом Энди Эдди.

## Издание на русском языке
В мае 2014 года, издательство «Белое яблоко» выпустило на русском языке книгу Дэвида Шеффа под названием «Game Over: как Nintendo завоевала мир». Русское издание включает в себя все дополнительные главы из англоязычных изданий 1993, 1994 и 1999 годов и инфографику по истории компании Nintendo и курс её акций. Предисловие к русскому изданию написал Алексей Пажитнов. Тираж русскоязычной версии составляет всего 2000 экземпляров.